# Przymroczek
Przymroczek (Hypsugo) – rodzaj ssaków z podrodziny mroczków (Vespertilioninae) w obrębie rodziny mroczkowatych (Vespertilionidae).

## Rozmieszczenie geograficzne
Rodzaj obejmuje gatunki występujące w Eurazji i Afryce.

## Morfologia
Długość ciała (bez ogona) 35–61 mm, długość ogona 13,7–44 mm, długość ucha 8–16 mm, długość tylnej stopy 4–9 mm, długość przedramienia 23–42 mm; masa ciała 2,3–9,4 g.

## Systematyka
Rodzaj zdefiniował w 1856 roku czeski przyrodnik Friedrich Anton Kolenati w artykule poświęconym europejskim nietoperzom opublikowanym na łamach Allgemeine deutsche naturhistorische Zeitung. Kolenati wymienił dwa gatunki – Vespertilio maurus Blasius, 1853 (= Vespertilio savii Bonaparte, 1837) i Vesperugo krascheninnikovi Eversmann, 1853 (= Vespertilio murinus Linnaeus, 1758) – z których gatunkiem typowym jest (późniejsze oznaczenie) Vespertilio savii Bonaparte, 1837.

### Etymologia
Hypsugo: gr. ὑψι hupsi ‘w górze’, wysoko; nowołac. przyrostek -ugo o nieznanym znaczeniu.

### Podział systematyczny
Do rodzaju należą następujące gatunki:
- Hypsugo ariel (O. Thomas, 1904) – przymroczek pustynny
- Hypsugo lanzai Benda, M.M. Al-Jumaily, Reiter & Nasher, 2011 – przymroczek jemeński
- Hypsugo arabicus (D.L. Harrison, 1979) – przymroczek omański
- Hypsugo savii (Bonaparte, 1837) – przymroczek Saviego
- Hypsugo alashanicus (Bobrinski, 1926) – przymroczek mongolski
- Hypsugo cadornae (O. Thomas, 1916) – przymroczek bambusowy
- Hypsugo pulveratus (W.C.H. Peters, 1871) – przymroczek chiński
- Hypsugo affinis (Dobson, 1871) – nibykarlik czekoladowy
- Hypsugo mordax (W.C.H. Peters, 1866) – nibykarlik samotny
- Hypsugo petersi (A.B. Meyer, 1899) – nibykarlik skryty
- Hypsugo dolichodon T. Görföl, Csorba, Eger, Nguyen Truong Son & C.M. Francis, 2014
- Hypsugo lophurus (O. Thomas, 1915) – przymroczek skryty
- Hypsugo kitcheneri (O. Thomas, 1915) – przymroczek kalimantański
- Hypsugo imbricatus (Horsfield, 1824) – przymroczek brązowy
- Hypsugo macrotis (Temminck, 1840) – przymroczek wielkouchy
- Hypsugo vordermanni (Jentink, 1890) – przymroczek sundajski
- Hypsugo musciculus (O. Thomas, 1913) – przymroczek mysi